# Arendsee
Arendsee este o arie protejată (arie specială de conservare — SAC, sit de importanță comunitară — SCI) din Germania întinsă pe o suprafață de 503 ha, integral pe uscat.

## Localizare
Centrul sitului Arendsee este situat la coordonatele 52°53′28″N 11°28′34″E / 52.8911°N 11.4761°E.

## Înființare
Situl Arendsee a fost declarat sit de importanță comunitară în martie 2004 pentru a proteja 2 specii de animale. Situl a fost protejat și ca arie specială de conservare în decembrie 2018.

## Biodiversitate
Situată în ecoregiunea continentală, aria protejată conține 4 habitate naturale: Lacuri eutrofice naturale cu vegetație de tip Magnopotamion sau Hydrocharition, Pajiști cu Molinia pe soluri calcaroase, turboase sau argilos-nămoloase (Molinion caeruleae), Fânețe de joasă altitudine (Alopecurus pratensis, Sanguisorba officinalis), Păduri acidofile de stejar bătrân cu Quercus robur pe câmpii nisipoase.
La baza desemnării sitului se află mai multe specii protejate de  mamifere (2): liliac cârn (Barbastella barbastellus), vidră de râu (Lutra lutra)
Pe lângă speciile protejate, pe teritoriul sitului au mai fost identificate 5 specii de plante, 11 specii de mamifere.